# Cały czas
Cały czas – pierwszy singel polskiego piosenkarza Oskara Cymsa z jego drugiego albumu studyjnego, zatytułowanego Szkic i kontury. Singel został wydany 24 maja 2024.
Piosenka zdobyła nagrodę Bursztynowego Słowika na festiwalu Top of the Top w Sopocie.
Kompozycja znalazła się na 3. miejscu listy OLiA, najczęściej odtwarzanych utworów w polskich rozgłośniach radiowych. 

## Geneza utworu i historia wydania
Utwór napisali i skomponowali Patryk Kumór, Frank Bo, Maria Dzięcielak, Damian Skoczyk, Oskar Cyms, Dominic Buczkowski-Wojtaszek i Emilian Waluchowski, natomiast za produkcję piosenki odpowiadał Hotel Torino.
Singel ukazał się w formacie digital download 24 maja 2024 w Polsce za pośrednictwem wytwórni płytowej DB4 Management w dystrybucji Warner Music Poland. Piosenka została umieszczona na drugim albumie studyjnym Cymsa – Szkic i kontury.
24 maja 2024 piosenka została zaprezentowana telewidzom stacji Polsat podczas Polsat Hit Festiwal 2024. W sierpniu za wykonanie singla zdobył nagrodę Bursztynowego Słowika na festiwalu Top of the Top w Sopocie. 24 sierpnia wykonał utwór podczas „Przeboju lata Radia Zet i Polsatu”. 31 grudnia wystąpił z piosenką podczas Sylwestrowej Mocy Przebojów organizowanej w Toruniu i emitowanej na antenie stacji Polsat. 4 stycznia 2025 utwór został zaprezentowany podczas Plebiscytu Przeglądu Sportowego 2024 w Warszawie. 18 lutego zaśpiewał singel wraz z Lanberry podczas gali Bestsellerów Empiku 2024. 23 maja wykonał utwór podczas koncertu Radiowy przebój roku na Polsat Hit Festiwal 2025.

## „Cały czas” w stacjach radiowych
Nagranie było notowane na 3. miejscu w zestawieniu OLiA, najczęściej odtwarzanych utworów w polskich rozgłośniach radiowych.

## Teledysk
Do utworu powstał teledysk w reżyserii Tomasza Wilczyńskiego, który udostępniono w dniu premiery singla za pośrednictwem serwisu YouTube.

## Lista utworów
- Digital download[2]

1. „Cały czas” – 2:48

## Notowania
| Kraj   | Lista (2024)             | Najwyższa pozycja |
| ------ | ------------------------ | ----------------- |
| Polska | OLiS – single w streamie | 64                |

| Kraj   | Lista (2024)                   | Najwyższa pozycja |
| ------ | ------------------------------ | ----------------- |
| Polska | OLiS – oficjalna lista airplay | 3                 |

| Kraj   | Lista (2024)                   | Pozycja |
| ------ | ------------------------------ | ------- |
| Polska | OLiS – oficjalna lista airplay | 31      |

## Wyróżnienia
| Rok  | Konkurs                            | Kategoria                   | Rezultat    |
| ---- | ---------------------------------- | --------------------------- | ----------- |
| 2024 | Top of the Top Sopot Festival 2024 | Bursztynowy Słowik          | Wygrana     |
| 2024 | Gorąca 100                         | 100 największych hitów 2024 | 48. miejsce |
| 2024 | Przebój roku RMF FM 2024           | Przebój roku                | 2. miejsce  |